# 超級瑪利歐3D世界
《超級瑪利歐 3D世界》一款由任天堂情报开发本部东京制作部与1-UP工作室开发并由任天堂发行在Wii U平台的超级马里奥系列平台游戏3D動作遊戲。本作是《超级马里奥》系列第六部立体平台类型游戏，也是2011年在任天堂3DS平台上发行的《超級瑪利歐3D樂園》的續作。《超級瑪利歐 3D世界》在2013年的E3游戏展上正式公開。本作中，瑪利歐等人拥有了更多的新的变身能力道具，最突出的在游戏封面上展示的可以变成「貓咪瑪利歐」的超級鈴鐺。碧姬公主是继《超级马里奥兄弟USA》及《超級碧姬公主》之后再次成為可玩角色。
任天堂以遊戲中颇受好评的迷你游戏关卡為基礎，另外推出了一款完整的游戏《前进！奇诺比奥队长》。
任天堂於2020年9月3日的《超級瑪利歐兄弟35周年直面會》發表，將於2021年2月12日發售任天堂Switch平台的加強版新作《超級瑪利歐 3D世界 + 狂怒世界》。遊戲相對原作增加了網絡聯機功能以及繁簡中文支持。

## 登場人物
- 瑪利歐

本作的第一角色，對比其他角色能力較為全面的平均型，跳躍及跑動等皆有一定水平。

使用本作的特色道具「超級鈴鐺」後，會變成黃色的貓咪形態。
路易吉 
本作的第二角色，相對其他角色能夠跳得更高。

使用本作的特色道具「超級鈴鐺」後，會變成綠色的貓咪形態。
- 碧姬公主

本作的第三角色，相對其他角色能夠跳躍後短暫浮空。

使用本作的特色道具「超級鈴鐺」後，會變成粉紅色的貓咪形態。
- 奇諾比奧

本作的第四角色，以藍色的奇諾比奧登場，相對其他角色能夠跑得更快。

使用本作的特色道具「超級鈴鐺」後，會變成藍色的貓咪形態。
- 羅潔塔

本作的隱藏角色，需要達成一定條件才能使用，相對其他角色能夠隨時作出星空旋轉。

使用本作的特色道具「超級鈴鐺」後，會變成黑色的貓咪形態。

## 延伸作品

### 前進！奇諾比奧隊長
由於作为《超級瑪利歐3D世界》中颇受好评的迷你游戏关卡颇受好评，奇诺比奥队长的冒险（キノピオ隊長）被任天堂选中并以此迷你游戏关卡为原型制作了一款完整的游戏《前进！奇诺比奥队长》在Wii U上推出，後來加強核心內容移植至3DS及任天堂Switch。在3DS版本追加可筆觸畫面觸控玩。在任天堂Switch版本則更新後追加可以2P操作奇諾比珂或紫色2P版本的奇諾比奧隊長同時進行兩人遊玩、亦可以2P只操作使用地圖工具輔助協力。

### 3D世界+狂怒世界
於2020年9月3日的《超級瑪利歐兄弟35周年直面會》發表，宣佈作為加強版的新作《超級瑪利歐 3D世界 + 狂怒世界》於2021年2月12日在任天堂Switch平台發售，追加全新內容狂怒世界，遊戲支援繁簡中文。
本作擴展了額外的全新內容狂怒世界，在遊玩時分為「3D世界」和「狂怒世界」兩個部分。
- 在「3D世界」部分對比原作新增了可以4人進行網絡聯機遊玩關卡，與好友或其他玩家挑戰關卡。
包括「奇諾比奧隊長的冒險」關卡部份變更為可以同時四人遊玩。
- 在「狂怒世界」部份則是類似《超級瑪利歐 奧德賽》的箱庭探索移動方式及視角轉換形式遊玩。
玩家操作瑪利歐、而庫巴Jr.可作為電腦協力角色、或提供2P玩家操作。

## 评价與銷量
本作《超級瑪利歐3D世界》在發售後獨得了获大多數遊戲媒體的好評。
截至2024年3月31日，《超級瑪利歐3D世界》在全球範圍內共售出589萬份，成為Wii U平台第二暢銷的遊戲（僅次於《瑪利歐賽車8》）。

## 外部連結
- （日語）官方网站
- （英文）官方网站